# Rio Linda (Kalifornija)
Rio Linda je naseljeno područje za statističke svrhe u američkoj saveznoj državi Kalifornija. Prema popisu stanovništva iz 2010. u njemu je živjelo 15.106 stanovnika.